# Calcager dubius
Calcager dubius là một loài ruồi trong họ Tachinidae.